# Boccardo
Boccardo was een Frans merk van motorfietsen. 

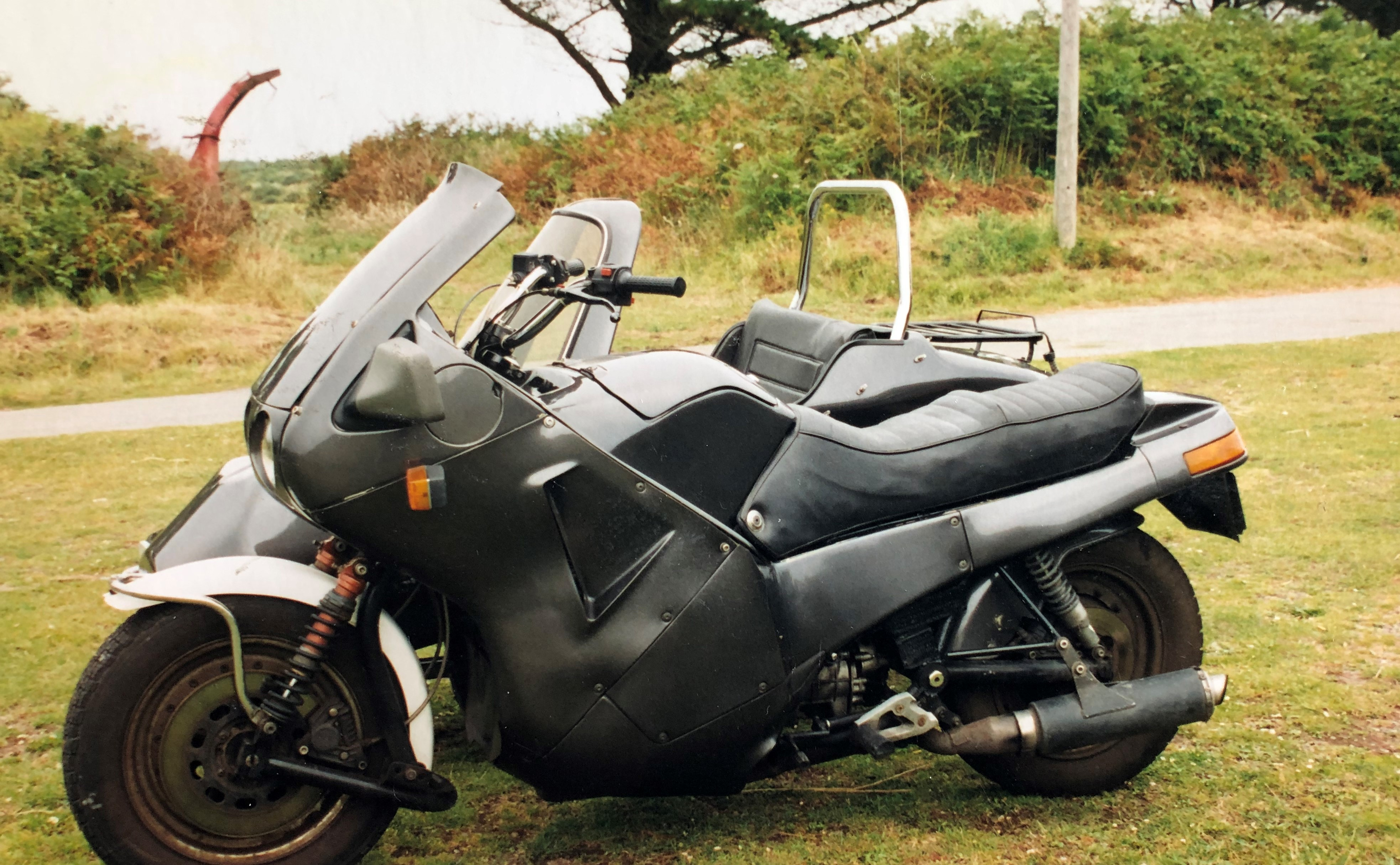
Boccardo-zijspancombinatie.

De Franse constructeur Louis-Marie Boccardo, begon na werkzaam te zijn geweest bij BFG en MF in 1989 aan de constructie van een eigen motor, de Boccardo Aero, voorzien van een PSA (Citroën/Peugeot)-motor, zowel in benzine- als diesel-uitvoering. 
Hoewel het een redelijk vlot gelijnde machine was, kwam de productie niet van de grond. De vermogensafgifte van de diesel had voor een motorfiets niet de juiste karakteristiek, en bovendien was een turbo nodig om tot een redelijk vermogen te komen. De benzine-versie voegde niets toe aan de bestaande motorfietsmerken en -modellen. Bovendien had deze ook een typisch "auto-karakter".